# Joe Galaxy
Joe Galaxy (inizialmente Joe Galassia) è un personaggio immaginario protagonista di una serie di fumetti umoristici di fantascienza scritta e disegnata da Massimo Mattioli. Esordì in Italia sul settimanale il Male nel 1979 e venne poi pubblicato su altre importanti testate italiane come Cannibale, Frigidaire e Comic Art è stato pubblicato anche in Francia.

## Biografia del personaggio
Joe Galaxy è una cicogna antropomorfa che si avventura nello spazio  alle prese con le situazioni più assurde e con gli alieni più strampalati. Il personaggio è un ibrido, metà aquila e metà papero. Indossa sempre un costume spaziale blu con una colt ionica nella fondina, scarpe e guanti bianchi.
Il protagonista è caratterizzato dal gusto per l'assurdo e per il nonsense, ricorrente nel lavoro di Mattioli, che viene accentuato dall'ambientazione fantascientifica e dal rivolgersi a un pubblico adulto, privo delle restrizioni dei fumetti per ragazzi.

## Storia editoriale
Sulle pagine de Il Male nel 1979 viene pubblicata la prima storia di due strisce in bianco e nero con protagonista l'aquilotto dall'aria tosta, intitolata Joe Galassia e le perfide Lucertole di Callisto IV°.
Seguono molte altre storie velocissime in bianco e nero, tutte intitolate J.G. e le perfide Lucertole di Callisto IV°. Di volta in volta il soggetto riguarda le "viscide Amebe di Sirio", un'"arzilla Zibibba di Tebe 1°", i "Crak Siderali", un "incazzato Crestone di Mega" e altro ancora, mentre le Lucertole di Callisto IV appariranno solo nel 1980 su Frigidaire.
Una storia di Joe appare nello stesso anno su Cannibale, intitolata Joe Galassia e quelli del III Universo! con 3 pagine a colori e 2 in bianco e nero, per esigenze tipografiche. Poco dopo su Il Male viene pubblicato il seguito.
Con il nome cambiato definitivamente in Joe Galaxy il personaggio inaugura nel 1980 il numero 1 della rivista Frigidaire con la lunga avventura a colori Le perfide lucertole di Callisto IV°, seguita nel 1981 da  Gelatine da guerra e nel 1983 da A Night in Electro, un omaggio al rap e all'hip hop della New York di quel periodo.
Proprio riferendosi a questa storia, Slumberland scrive:
"Joe Galaxy e le perfide lucertole di Callisto IV°", uno splendido titolo che è tutto un programma introduce l'avventura più famosa di Joe Galaxy che questa volta dovrà vedersela, in mezzo ad una girandola di eventi, con gli abitanti del lontano pianeta Callisto IV, le lucertole del titolo, dalle intenzioni non proprio pacifiche: l'invasione del pianeta Terra."
In questi termini la storia sembrerebbe lineare e perfino scontata, invece la narrazione di Massimo Mattioli è tutt'altro che prevedibile, volutamente scomposta e frammentaria.
A questo proposito scriverà lo stesso Mattioli molti anni dopo, nel 1988, sulla rivista Corto Maltese (in occasione della pubblicazione delle sue B-Stories), parlando di questo episodio: "è diventata una storia che si è conclusa come un'implosione, si è capita poi alla fine tutta perfettamente e io stesso ho intuito il significato di questa storia solo quando l'ho terminata."
Nel 1982 la Primo Carnera Editore raccoglie in volume, tranne quest'ultima, tutte le altre storie pubblicate in precedenza, e quelle originariamente in bianco e nero in versione colorata.
Nel 1985, su Frizzer, escono 4 storie da una pagina: Credits, Under the Suns, The Combriccola e Vegans.
Su Il Grande Alter numero 2 dell'aprile-giugno 1986 nella storia di 10 pagine Il panino dei Baskerville Joe narra a una ciurma spaziale in viaggio la storia dell'estinzione degli abitanti del leggendario pianeta Terra causata da un gigantesco e famelico Hamburger.
Un secondo ciclo, di 12 storie da 6 pagine l'una, viene pubblicato sulla rivista Comic Art a partire dal febbraio 1988. Ne verranno raccolte 10 in volume dalla stessa casa editrice nel 1990. Joe Galaxy racconta avventure su vari pianeti, tra cui Garbazzo XII, Trazulla, Baltimora 13, Sirio Gamma, Inzinzi 23, Canaryland e Salsiccia 12. Incontra di volta in volta uno Spugnoso, un Orsacchiotto di 14.237 anni, la Quarta Legione dei Canarini da guerra, un Trogg da corrida, Se Stesso, uno Stronzetto della 18ª Dimensione e molti altri ancora.
Un terzo ciclo di 3 storie, due da 8 pagine e una da 10 appare su Lupo Alberto Magazine tra il 1992 e il 1993: con la copertina Joe Galaxy Comica - Space Wonders & Horrors le storie Savoury Girl e Jurassic Planet, con la testata Joe Galaxy - TV Series la storia Dreams that Honey Can Buy. Qui riappare il Ferg, un personaggio della storia del III Universo pubblicata su Cannibale nel 1980. In queste storie Joe incontrerà, tra gli altri, un barbone Vegano (di Vega), orde di Pulci Sinfoniche, Amebe in bikini e una Robomaîtresse.
Nel corso del tempo il nome del computer di bordo, con cui Joe si fa spesso delle chiacchierate, cambia da Compy a Eddy.

## Volumi contenenti storie di Joe Galaxy
- Joe Galaxy e le perfide lucertole di Callisto IV°, Ed. Primo Carnera, Roma 1982.
- Joe Galaxy, Ed. Comic Art, Roma 1990.
- Joe Galaxy Comics - Space Wonders & Horrors, Ed. Coconino Press, Roma-Bologna 2019.